# セルゲイ・クドリャコフ
セルゲイ・クドリャコフ（ロシア語: Сергей Николаевич Кудряков；英語: Sergey Nikolaevich Koudriakov、1978年1月30日 - ）はロシア連邦のピアニスト。2002年ジュネーヴ国際音楽コンクール優勝、2006年ゲザ・アンダ国際ピアノコンクール(en:)優勝。スイスにおける国際音楽コンクールのダブルタイトル保持者。

## 経歴
1978年、ソビエト連邦の首都モスクワで生まれる。グネーシン音楽院で学び、1995年にモスクワ音楽院に進み、ミハイル・ヴォスクレセンスキー教授に師事。卒業後は同音楽院修士課程に進学。
1997年にポルト国際ピアノコンクール、エピナル国際ピアノコンクールで共に最年少で入賞。2006年にはチューリッヒに本拠地をおくゲザ・アンダ（ハンガリー生まれのピアニスト）を記念する国際ピアノコンクールで優勝し、優勝記念ツアーとして欧州各地を回った。
スイス、ロシア、欧州始め、世界各地で国際音楽祭に参加するほか、マスタークラスも主催している。

## 日本での主な活動
2005年より、あ佳音とNHK交響楽団第一コンサートマスター篠崎史紀との共同企画、アレンスキープロジェクトに参加するほか、2008年には、大友直人指揮による東京交響楽団とアレンスキー/ピアノ協奏曲を披露。ドイツロマン派から母国ロシアの作品,そして日本の楽曲にも造詣が深い。。

## 録音
あ佳音レーベル
- 「アレンスキー/ピアノ五重奏＆三重奏曲第一番」
- 「アレンスキー/ピアノ曲集」
- 「シューベルト＆ラフマニノフ」
- Audite
- Franz Schubert
- Pan Classics
- Sergey Koudriakov
- Caro Mitis
- FantasieStucke

## リンク
- あ佳音　Akane.Inc
- Officiale Page
- Blog